# 栁澤貴彦
栁澤 貴彦（やなぎさわ たかひこ、1987年9月24日 - ）は、神奈川県出身の日本の元俳優。アミューズに所属していた。過去には立花演劇研究所に所属。
2013年4月にアミューズを退社し、芸能界を引退。2015年に桑沢デザイン研究所を卒業し、現在は画家として活動している。

## 人物
- ダンスに関して抜群の技術者である。
- 後述の大好き!五つ子Go!!シリーズで共演した俳優の山内秀一とは旅行友達として知られている。

## 出演作品

### ドラマ
- めだか（2004年10月 - 12月、フジテレビ） - 小峯裕太 役
- 一番大切な人は誰ですか?（2004年10月 - 12月、日本テレビ） - 西口 役
- 大好き!五つ子Go!!（2005年7月 - 9月、TBSテレビ） - 桜井拓也 役
  - 大好き!五つ子GoGo!!（2006年7月 - 9月）
  - 大好き!五つ子GoGoGo!!（2007年7月 - 8月）
  - 大好き!五つ子2008（2008年7月 - 8月）
  - 大好き!五つ子（2009年2月 - 3月）
- 花より男子2(リターンズ) 第1話（2007年1月15日、TBSテレビ）
- スミレ♡16歳!!（2008年4月 - 6月、BSフジ） - 榎アキラ 役
- 水曜ミステリー9 家政婦春子　他人の不幸は蜜の味−嫁姑　殺意の接点－（テレビ東京） - 川村達也 役
- 神児遊助のげんきのでる恋（Bee TV）
- あり得ない! 第10話（2010年3月17日、毎日放送）
- ブラッディ・マンデイ Season2（2010年1月 - 3月、TBSテレビ） - 鈴井卓也 役
- ヤマトナデシコ七変化 第7話（2010年1月 - 3月、TBSテレビ） - クラスメイト 役
- ホタルノヒカリ2（2010年7月 - 9月、日本テレビ）
- サイン（2011年1月 - 3月、毎日放送） - 大江慎司 役
- 最後の絆 沖縄・引き裂かれた兄弟 〜鉄血勤皇隊と日系アメリカ兵の真相〜（2011年8月13日、フジテレビ） - 新垣猛 役
- Fallen Angel（2012年1月 - 3月、BS朝日） - 棚瀬博史 役
- 新春ワイド時代劇 白虎隊〜敗れざる者たち（2013年1月2日、テレビ東京） - 横山主税 役

### バラエティ
- おはスタ（テレビ東京） - 2002年度火曜レギュラー・坊'sタカ

### 映画
- バトル・ロワイアルII 鎮魂歌
- 釣りバカ日誌17
- FROGS on Screen
- 神様ヘルプ!

### 舞台
- ダウンタウンキッズ
- ありがとうサボテン先生
- FROGS
- ミュージカル テニスの王子様 in winter 2004-2005 side 山吹 feat. 聖ルドルフ学院（2005年1月） - 室町十次 役
- ミュージカル テニスの王子様 コンサート Dream Live 2nd（2005年5月） - 室町十次 役
- ミュージカル テニスの王子様 コンサート Dream Live 4th（2007年3月） - 室町十次 役
- ミュージカル「エア・ギア」（2007年5月） - ハムレット代役
- 眠れぬ夜のホンキートンクブルース完結編〜ホスト参上〜（2008年10月）
- リンダリンダラバーソウル（2008年12月）
- ゲゲゲのげ（2009年6月）
- リンダリンダラバーソウル（2009年12月）
- BLACK PEARL（2010年4月） - 主演
- BLACK&WHITE 悪魔のテンシ 天使のアクマ（2010年8月）

### DVD
- ミュージカル テニスの王子様 - 室町十次 役

### CM
- Kanko B-1